# Раул Хименез
Раул Алонсо Хименез Родригез (шп. Raúl Alonso Jiménez Rodríguez; Тепехи, 5. мај 1991) је мексички фудбалер који тренутно наступа за Вулверхемптон вондерерсе и репрезентацију Мексика. Игра на позицији нападача. Током каријере наступао је и за Клуб Америку, Атлетико Мадрид и Бенфику.

## Трофеји
Клуб Америка
- Првенство Мексика: Клаусура 2013.

Атлетико Мадрид
- Суперкуп Шпаније: 2014.

Бенфика
- Прва лига Португалије: 2015/16, 2017/18.
- Куп Португала: 2016/17.
- Куп португалске лиге: 2015/2016.
- Суперкуп Португалије: 2016, 2017.

Мексико до 23
- Златна медаља на Олимпијским играма: 2012.
- Турнир у Тулону: 2012.

Мексико
- КОНКАКАФ Куп: 2015.
- КОНКАКАФ Златни куп: 2019.